# Pembroke Square (Londra)
Pembroke Square è una piazza situata nell'area meridionale di Kensington, a Londra.

## Cultura di massa
Nel film Domenica, maledetta domenica, il n° 38 di Pembroke Square era la casa usata come ambulatorio da Dr. Hish.

## Trasporti
Nelle vicinanze di Pembroke Square sono presenti due fermate della metropolitana di Londra: Earl's Court e High Street Kensington. Entrambe le stazioni sono servite dalla District Line.
Pembroke Square è servita anche dai bus. Infatti da High Street Kensington partono dei bus che attraversano Pembroke Square ed arrivano a Hammersmith, White City e Wandsworth. I bus sono: 9, 10, 27, 28, 49, 52, 70, 328, 452, C1 e i notturni N9, N28, N31, N52.